# Daniel-Gérard Rouzier
Daniel-Gérard Rouzier, né en 1960, est un homme politique haïtien. 

## Biographie
Entrepreneur, il est le fondateur de la compagnie e-Electric.
Désigné Premier ministre le 20 mai 2011 par le président Michel Martelly, son investiture est rejetée par la Chambre des députés le 21 juin 2011.

## Publications
- 2000 : Vision ou Illusion
- 2002 : Le Pouvoir des Idees
- 2006 : Foi, Amour et Espoir